# جاسم بن محمد آل ثاني
جاسم بن محمد بن ثاني (18 ديسمبر 1878 - 17 يوليو 1913) - (24 ذو الحجة 1295 - 13 شعبان 1331) هو الحاكم الثاني لدولة قطر ومؤسسها الفعلي
 بعد أن تولى الحكم بوفاة والده في 18 ديسمبر 1878م وكذلك يعده أهل التاريخ من أمراء العرب شأناً وسياسة في العصر الحديث، وبفعل سياساته وإصلاحاته في المجتمع أصبحت شبه الجزيرة القطرية في عهده من أغنى مناطق الخليج العربي ومن أكثرها ازدهاراً وأماناً.

## نسبه
يعتبر الشيخ جاسم مؤسس دولة قطر، ويرجع بالنسب بعد آل ثاني إلى المعاضيد من آل ريس من بني تميم،
وهو جاسم بن محمد بن ثاني بن محمد بن ثامر بن علي بن سيف بن محمد بن راشد بن علي بن سلطان بن بريد بن سعد بن سالم بن عمرو بن معضاد بن ريس بن زاخر بن محمد بن علوي بن وهيب بن قاسم بن موسى بن مسعود بن عقبة بن سنيع بن نهشل بن شداد بن زهير بن شهاب بن ربيعة بن أبي سود بن مالك بن حنظلة بن  مالك بن زيد مناة بن تميم  بن مر بن  أد بن طابخة بن إلياس بن نزار بن معد بن عدنان.
من حكام آل ثاني من آل سيف من آل ريس (الريايسة) من آل زاخر من الوهبة من بني طهية من بني حنظلة بن مالك بن زيد مناة من بني تميم.

## طفولته وتعليمه

### مولده
ولد في سنة 1242 هـ الموافق 1827 م ، في بلدة المحرق في البحرين ، ووالدته هي الشيخة نورة بنت فهد بن أحمد آل بو عفرة من البو كوارة من آل مشرف من المعاضيد من الوهبة من بني تميم .

### نشأته وتعليمه
نشأ في بلدة فويرط بشمال شرق قطر ، في كنف والده الشيخ محمد بن ثاني حاكم قطر الأول .
تعلم القرآن وعلومه والفقه والشريعة والأدب والشعر وأيام العرب والأخبار والتواريخ على أيدي رجال الدين ، كما تعلم الفروسية والأدب والقنص وشارك والده في إدارة شؤون البلاد كافة، وقد انتقل مع والده ليقيم في البدع عام 1847 م وكان يبلغ من العمر 21 عامًا.
كان فارساً مشهوداً وقائداً منذ صغره ، شارك في معارك والده الشيخ محمد بن ثاني في الدفاع عن شبه الجزيرة القطرية ، ثم قاد معركة الوجبة ضد العثمانيين .

## أعماله الرسمية
تولّى الشيخ جاسم مقاليد الحكم في قطر عام 1878م، ويعد المؤسس الحقيقي لدولة قطر؛ فقد كان من كبار الساسة، عمل نائبًا لوالده حاكم قطر الشيخ محمد، مما أكسبه خبرة ودراية سياسية كبيرة. عمل على أن تكون قطر بلدًا موحدًا مستقلًّا؛ فهو أول رجل ظهرت قطر في ظل زعامته كيانًا عضويًّا واحدًا متماسكًا، وقد استطاع من خلال سياسته أن يعمل على توازن للاعتراف باستقلال قطر من جانب أكبر قوتين متنافستين على النفوذ في منطقة الخليج العربي، وأعني بذلك كلًّا من إنجلترا والدولة العثمانية. لمع نجمه وزادت شعبيته، وذلك بما آتاه الله من عقل وحكمة وحنكة وحسن سياسة؛ حيث استطاع أن يوحّد القبائل القطرية ويجمع شتاتها تحت لوائه. وفي عهده توسعت أعمال البلاد، ونشط عمل الغوص فيها، وصار لها ميناء بحري تجاري لتصدير البضائع وتوزيعها، فكثر السكان، وتعددت الأعمال، واتسعت البلاد، وتوسع فيها العمران.
عندما دخلت القوات العثمانية الأحساء 1871 للميلاد طلب من العثمانيين في الأحساء حمايته من أي اعتداء خارجي، لذا رحّب المتصرف مدحت باشا بابن ثاني، وعينه قائمَّقام على قطر، بعد أن تحركت قوى كبيرة لحمايتها، مما أزعج بريطانيا التي دخلت في صراع شبه دائم معه، ومنعت قوات الشيخ جاسم من التوسع جنوبًا باتجاه ساحل عمان.
أدت محاولات العثمانيين إلى زيادة قوتهم في قطر عن طريق تعيين مسؤولين عثمانيين، بما في ذلك إداريون، في الزبارة والدوحة والوكرة وخور العديد، وأيضًا عن طريق إنشاء جمرك في الدوحة، وكذلك تعزيز الحامية العثمانية في الدوحة؛ كل ذلك أدى إلى نشوب حرب مع الشيخ جاسم في شهر مارس 1893م، في الوجبة على مسافة 15 كيلومترًا غربي الدوحة.
وقد استطاع الشيخ جاسم وقواته إلحاق الهزيمة بالعثمانيين في معركة الوجبة التي تعتبر علامة بارزة في تاريخ قطر العتيقة.

## حياته الخاصة

### أبناؤه
- الشيخ فهد بن جاسم آل ثاني (الأول)؛ توفي شابا
- الشيخ خليفة بن جاسم آل ثاني؛ أعقب ابنة واحدة
- الشيخ ثاني بن جاسم آل ثاني؛ كانت له قلعة بجانب المتحف القديم، ودور بنيت من الطين في دياره بالغرافة
- الشيخ علي بن جاسم آل ثاني (الأول)، الملقب بـ (جوعان)، له ابن واحد اسمه حسـن والذي لم يعقب
- الشيخ عبد الرحمن بن جاسم آل ثاني
- الشيخ عبد الله بن جاسم آل ثاني (حاكم قطر)
- الشيخ غانم بن جاسم آل ثاني
- الشيخ محمد بن جاسم آل ثاني
- الشيخ علي بن جاسم آل ثاني (الثاني)؛ له عدة أولاد، هم: أحمد وحسن وجاسم
- الشيخ فهد بن جاسم آل ثاني (الثاني)؛ توفي صغيرا
- الشيخ عبد العزيز بن جاسم آل ثاني؛ له عدة أولاد، هم: محمد الأول، ومحمد الثاني، وأحمد وجاسم وعبد الله وخليفة وسعود
- الشيخ ناصر بن جاسم آل ثاني؛ له عدة أولاد، هم: علي (توفي صغيرا)، وعبد الله وحمـد وجاسم ومحمد وأحمد وخليفة وسعود وعبد الرحمن
- الشيخ فهد بن جاسم آل ثـاني (الثالث)؛ له عدة أولاد، هم: جاسم وسعود وحسن ومبارك وفالح وناصر
- الشيخ سلطان بن جاسم آل ثاني؛ له عدة أولاد، هم: جاسم (توفي صغيرا)، وحمـد وخليفة وأحمد
- الشيخ سلمان بن جاسم آل ثاني؛ له عدة أولاد، هم: حمـد ومنصور وفيصل وجاسم وخليفة ومشعل
- الشيخ أحمد بن جاسم آل ثاني؛ له عدة أولاد، هم: عبد الله وعلي ومحمد وسعود وخليفة
- الشيخ سالمين بن جاسم آل ثاني (توفي صغيرا)
- الشيخ إدريس بن جاسم آل ثاني (توفي صغيرا)
- الشيخ مبارك بن جاسم آل ثاني (توفي صغيرا)

## قالوا عن الشيخ جاسم
أثنى على الشيخ جاسم كثير من الأعلام بما يكشف مقامه، ويبين منزلته؛ فليس غريبًا أن يكتب العلماء والأدباء عن هذا الطود الشامخ والأديب المبرز، والعالم الفاضل للثناء عليه، وليس غريبًا أن يتسابق الشعراء في مدحه في حياته، وفي رثائه من بعد موته. ولنقتطف هنا من كلامهم ما جاء في صفات هذا الرجل العظيم؛ قال عنه علامة العراق محمود شكري الآلوسي: «وهو من خيار العرب الكرام، مواظب على طاعاته، مداوم على عبادته وصلواته، من أهل الفضل والمعرفة بالدين المبين، وله مبرات كثيرة على المسلمين… وهو مسموع الكلمة بين قبائله وعشائره، وهم ألوف مؤلفة…»، وقال تلميذ الآلوسي محمد بهجت الأثري: «الشيخ جاسم بن محمد بن ثاني حاكم قطر من كبار أنصار الإصلاح الإسلامي»، وقال خالد بن عبد الله الفرج: «كان مشهورًا بالكرم، والتمسك بالديانة، وإيراده من تجارة اللؤلؤ التي هي حياة سكان ضفاف الخليج»،
وقال أيضًا: «هو من أمراء العرب العصاميين المشهورين».
وقال عبد الله بن خميس: «هو العالم الجليل، والسلفي المحض، والموقف نفسه ومالُه لخدمة العلم والعلماء»، وقال عثمان القاضي: «كان رجلًا من فحول الرجال علمًا وحلمًا ورأيًا ثاقبًا وكرمًا حاتميًّا»، وقال أيضًا، تحت عنوان «فصل فيمن اشتهر من الأدباء المتأخرين رحمهم الله»: «جاسم بن ثاني أمير قطر أديب بارع، وجواد سخي»، ويقول سليمان الدخيل عنه: «هو من النابغين في الأمة العربية، العاملين لسعادة الدين والوطن، وقد آتاه الله من فضله خيرًا كثيرًا، ومن العلم والمال والولد».
وقال الزركلي: «كان أريحيًّا جواداً»
وقال جون فيلبي: «وكان هذا الرجل ذا سمعة أُسطورية؛ فاحتفظ بقوته العقلية والجسمانية حتى النهاية، وكثيرًا ما كان يشاهَد وهو يمتطي جواده مع فرقة من الخيالة؛ كلها من أبنائه وأحفاده».
قال أمين الريحاني: «حارب ابن ثاني الأتراك فكسرهم في وقعات عديدة، وكان ولوعًا بجمع العبيد وعتقهم، ومن دواعي إحسانه الورع والتقوى؛ فقد كان حنبلي المذهب، متصلبا فيه، يصرف واردات أوقافه على الجوامع والخطباء، بل كان هو نفسه يعلم الناس الدين، ويخطب فيهم خطبة الجمعة، أضف إلى الورع والتقوى فصاحة اللسان، وإلى الفصاحة العلوم الدينية والفقه، وإلى العلوم الضمير الحي واليقين، وإلى ذلك كله الثراء والجود؛ عاش جيلًا ويزيد في قطر، فكان أميرها وخطيبها وقاضيها ومفتيها والمحسن الأكبر فيها».
وكانت تربطه علاقات مع علماء الدعوة السلفية في نجد؛ كالعلامة الشيخ عبد الله بن عبد اللطيف آل الشيخ، والشيخ محمد بن عبد اللطيف بن عبد الرحمن آل الشيخ.

## وفاته
توفي الشيخ جاسم في يوليو 1913م ودُفن بمقبرة الوسيل.

## شجرة العائلة
|                         |                         |                              |                         |                         |                         | محمد بن ثاني             |                     |  |  |                             |                             |                             |                             |                             |                             |  |  |  |  |  |  |  |  |  |  |  |  |
|                         |                         |                              |                         |                         |                         |                          |                     |  |  |                             |                             |                             |                             |                             |                             |  |  |  |  |  |  |  |  |  |  |  |  |
|                         |                         |                              |                         |                         |                         | جاسم بن محمد آل ثاني     |                     |  |  |                             |                             |                             |                             |                             |                             |  |  |  |  |  |  |  |  |  |  |  |  |
|                         |                         |                              |                         |                         |                         |                          |                     |  |  |                             |                             |                             |                             |                             |                             |  |  |  |  |  |  |  |  |  |  |  |  |
|                         |                         |                              |                         |                         |                         | عبد الله بن جاسم آل ثاني |                     |  |  |                             |                             |                             |                             |                             |                             |  |  |  |  |  |  |  |  |  |  |  |  |
|                         |                         |                              |                         |                         |                         |                          |                     |  |  |                             |                             |                             |                             |                             |                             |  |  |  |  |  |  |  |  |  |  |  |  |
|                         |                         |                              |                         |                         |                         |                          |                     |  |  |                             |                             |                             |                             |                             |                             |  |  |  |  |  |  |  |  |  |  |  |  |
| علي بن عبد الله آل ثاني | علي بن عبد الله آل ثاني | علي بن عبد الله آل ثاني      | علي بن عبد الله آل ثاني | علي بن عبد الله آل ثاني | علي بن عبد الله آل ثاني |                          |                     |  |  | حمد بن عبد الله آل ثاني     | حمد بن عبد الله آل ثاني     | حمد بن عبد الله آل ثاني     | حمد بن عبد الله آل ثاني     | حمد بن عبد الله آل ثاني     | حمد بن عبد الله آل ثاني     |  |  |  |  |  |  |  |  |  |  |  |  |
| علي بن عبد الله آل ثاني | علي بن عبد الله آل ثاني | علي بن عبد الله آل ثاني      | علي بن عبد الله آل ثاني | علي بن عبد الله آل ثاني | علي بن عبد الله آل ثاني |                          |                     |  |  | حمد بن عبد الله آل ثاني     | حمد بن عبد الله آل ثاني     | حمد بن عبد الله آل ثاني     | حمد بن عبد الله آل ثاني     | حمد بن عبد الله آل ثاني     | حمد بن عبد الله آل ثاني     |  |  |  |  |  |  |  |  |  |  |  |  |
|                         |                         | أحمد بن علي آل ثاني          | أحمد بن علي آل ثاني     | أحمد بن علي آل ثاني     | أحمد بن علي آل ثاني     | أحمد بن علي آل ثاني      | أحمد بن علي آل ثاني |  |  | خليفة بن حمد آل ثاني        | خليفة بن حمد آل ثاني        | خليفة بن حمد آل ثاني        | خليفة بن حمد آل ثاني        | خليفة بن حمد آل ثاني        | خليفة بن حمد آل ثاني        |  |  |  |  |  |  |  |  |  |  |  |  |
|                         |                         | أحمد بن علي آل ثاني          | أحمد بن علي آل ثاني     | أحمد بن علي آل ثاني     | أحمد بن علي آل ثاني     | أحمد بن علي آل ثاني      | أحمد بن علي آل ثاني |  |  | خليفة بن حمد آل ثاني        | خليفة بن حمد آل ثاني        | خليفة بن حمد آل ثاني        | خليفة بن حمد آل ثاني        | خليفة بن حمد آل ثاني        | خليفة بن حمد آل ثاني        |  |  |  |  |  |  |  |  |  |  |  |  |
|                         |                         |                              |                         |                         |                         |                          |                     |  |  |                             |                             |                             |                             |                             |                             |  |  |  |  |  |  |  |  |  |  |  |  |
| حمد بن خليفة آل ثاني    | حمد بن خليفة آل ثاني    | حمد بن خليفة آل ثاني         | حمد بن خليفة آل ثاني    | حمد بن خليفة آل ثاني    | حمد بن خليفة آل ثاني    |                          |                     |  |  | عبد العزيز بن خليفة آل ثاني | عبد العزيز بن خليفة آل ثاني | عبد العزيز بن خليفة آل ثاني | عبد العزيز بن خليفة آل ثاني | عبد العزيز بن خليفة آل ثاني | عبد العزيز بن خليفة آل ثاني |  |  |  |  |  |  |  |  |  |  |  |  |
| حمد بن خليفة آل ثاني    | حمد بن خليفة آل ثاني    | حمد بن خليفة آل ثاني         | حمد بن خليفة آل ثاني    | حمد بن خليفة آل ثاني    | حمد بن خليفة آل ثاني    |                          |                     |  |  | عبد العزيز بن خليفة آل ثاني | عبد العزيز بن خليفة آل ثاني | عبد العزيز بن خليفة آل ثاني | عبد العزيز بن خليفة آل ثاني | عبد العزيز بن خليفة آل ثاني | عبد العزيز بن خليفة آل ثاني |  |  |  |  |  |  |  |  |  |  |  |  |
|                         |                         | تميم بن حمد بن خليفة آل ثاني |                         |                         |                         |                          |                     |  |  |                             |                             |                             |                             |                             |                             |  |  |  |  |  |  |  |  |  |  |  |  |

## الهوامش
1. ↑  https://www.diwan.gov.qa/about-qatar/qatars-rulers/sheikh-jassim-bin-mohammed-bin-thani?sc_lang=ar-QA نسخة محفوظة 2022-09-17 على موقع واي باك مشين.
2. ↑  قاسم بن محمد بريشه الرحاله الفرنسي زافير عندما التقى به في قلعه الكوت سنه ١٨٨٢. من متحف بولحدان
3. 1 2  "اللجنة المنظمة لاحتفالات اليوم الوطني لدولة قطر - عن مؤسس دولة قطر". اللجنة المنظمة لاحتفالات اليوم الوطني لدولة قطر. مؤرشف من الأصل في 2022-05-31. اطلع عليه بتاريخ 2022-06-07.
4. ↑  "حقائق عن دولة قطر". مكتب الاتصال الحكومي. مؤرشف من الأصل في 2022-10-01. اطلع عليه بتاريخ 2022-06-07.
5. ↑  https://www.diwan.gov.qa/about-qatar/qatars-rulers/sheikh-jassim-bin-mohammed-bin-thani?sc_lang=ar-QA نسخة محفوظة 2022-09-17 على موقع واي باك مشين.
6. ↑  سيد (2012). ص 6